# Rikhabdeo
Rikhabdeo là một thị trấn thống kê (census town) của quận Udaipur thuộc bang Rajasthan, Ấn Độ.

## Nhân khẩu
Theo điều tra dân số năm 2001 của Ấn Độ, Rikhabdeo có dân số 8023 người. Phái nam chiếm 52% tổng số dân và phái nữ chiếm 48%. Rikhabdeo có tỷ lệ 76% biết đọc biết viết, cao hơn tỷ lệ trung bình toàn quốc là 59,5%: tỷ lệ cho phái nam là 82%, và tỷ lệ cho phái nữ là 70%. Tại Rikhabdeo, 14% dân số nhỏ hơn 6 tuổi.